# سانتا سابينا

سانتا سابينا هي كنيسة تاريخية تقع في هضبة افنتين، روما، إيطاليا.